# Lijst van rijksmonumenten in Overbetuwe
De gemeente Overbetuwe telt 112 inschrijvingen in het rijksmonumentenregister. Hieronder een overzicht. 

## Aam
De plaats Aam telt 1 inschrijving in het rijksmonumentenregister.
| Object                             | Oorspronkelijke functie? | Bouwjaar                                               | Architect | Locatie | Coördinaten?                  | Nr.?  | Afbeelding  |
| ---------------------------------- | ------------------------ | ------------------------------------------------------ | --------- | ------- | ----------------------------- | ----- | ----------- |
| Terrein waarin sporen van bewoning | Archeologisch monument   | IJzertijd, Romeinse Tijd, Vroege- en Late Middeleeuwen |           |         | 51° 54' 33" NB, 5° 53' 20" OL | 47099 | Upload foto |

## Andelst
De plaats Andelst telt 11 inschrijvingen in het rijksmonumentenregister. Zie Lijst van rijksmonumenten in Andelst voor een overzicht.

## Driel
De plaats Driel telt 4 inschrijvingen in het rijksmonumentenregister.
| Object                    | Oorspronkelijke functie? | Bouwjaar                | Architect | Locatie             | Coördinaten?                  | Nr.?  | Afbeelding                |
| ------------------------- | ------------------------ | ----------------------- | --------- | ------------------- | ----------------------------- | ----- | ------------------------- |
| Hervormde kerk            | Kerk en kerkonderdeel    | vanaf 15e eeuw          |           | Kerkstraat 8        | 51° 57' 43" NB, 5° 48' 41" OL | 21980 | Meer afbeeldingen         |
| Toren der hervormde kerk  | Kerk en kerkonderdeel    | circa 1500              |           | Kerkstraat bij 8    | 51° 57' 43" NB, 5° 48' 41" OL | 21981 | Meer afbeeldingen         |
| Langwerpig dwarshuis      | Dienstwoning             | tweede kwart 19e eeuw   |           | Drielse Rijndijk 99 | 51° 58' 12" NB, 5° 49' 49" OL | 21982 | Langwerpig dwarshuis      |
| Hoeve "Het Ooyevaarsnest" | Boerderij                | waarschijnlijk 17e eeuw |           | Baltussenweg 37     | 51° 57' 50" NB, 5° 49' 13" OL | 21983 | Hoeve "Het Ooyevaarsnest" |

## Elst
De plaats Elst telt 16 inschrijvingen in het rijksmonumentenregister. Zie Lijst van rijksmonumenten in Elst (Gelderland) voor een overzicht.

## Hemmen
De plaats Hemmen telt 13 inschrijvingen in het rijksmonumentenregister. Zie Lijst van rijksmonumenten in Hemmen voor een overzicht.

## Herveld
De plaats Herveld telt 11 inschrijvingen in het rijksmonumentenregister.
| Object                             | Oorspronkelijke functie?  | Bouwjaar                    | Architect | Locatie              | Coördinaten?                  | Nr.?   | Afbeelding                         |
| ---------------------------------- | ------------------------- | --------------------------- | --------- | -------------------- | ----------------------------- | ------ | ---------------------------------- |
| Boerderij op T-vormige plattegrond | Boerderij                 | 18e eeuw                    |           | Bredestraat Noord 30 | 51° 55' 14" NB, 5° 44' 3" OL  | 36743  | Boerderij op T-vormige plattegrond |
| Meeuwerder                         | Boerderij                 | 18e eeuw                    |           | Meeuwerdensestraat 2 | 51° 55' 14" NB, 5° 44' 30" OL | 36746  | Meer afbeeldingen                  |
| Hervormde Kerk                     | Kerk en kerkonderdeel     | 14e eeuw (oorsprong)        |           | Schoolstraat 3       | 51° 53' 54" NB, 5° 44' 56" OL | 36750  | Meer afbeeldingen                  |
| Toren der Hervormde Kerk           | Kerk en kerkonderdeel     | tweede helft 15e eeuw       |           | Schoolstraat bij 3   | 51° 53' 54" NB, 5° 44' 56" OL | 36751  | Meer afbeeldingen                  |
| Boerderij op T-vormige plattegrond | Boerderij                 | 18e eeuw                    |           | Schoolstraat 4       | 51° 53' 55" NB, 5° 44' 58" OL | 36752  | Boerderij op T-vormige plattegrond |
| De Vink                            | Industrie- en poldermolen | 1722                        |           | Stenenkamerstraat 65 | 51° 54' 8" NB, 5° 44' 33" OL  | 36753  | Meer afbeeldingen                  |
| Steenenkamer                       | Boerderij                 | 16e of 17e eeuw (oorsprong) |           | Stenenkamerstraat 70 | 51° 54' 19" NB, 5° 44' 26" OL | 36754  | Meer afbeeldingen                  |
| De Nieuwe Kapelle                  | Kasteel, buitenplaats     | 1875-1900                   |           | Tielsestraat 136     | 51° 54' 5" NB, 5° 44' 58" OL  | 523902 | Meer afbeeldingen                  |
| De Nieuwe Kapelle                  | Bijgebouwen kastelen enz. | 1875-1900                   |           | Tielsestraat bij 136 | 51° 54' 5" NB, 5° 44' 58" OL  | 523903 | Meer afbeeldingen                  |
| De Nieuwe Kapelle                  | Erfscheiding              | 1875-1900                   |           | Tielsestraat bij 136 | 51° 54' 6" NB, 5° 44' 59" OL  | 523904 | Meer afbeeldingen                  |
| De Eshof                           | Boerderij                 | 1920-1935                   |           | Bredestraat Noord 36 | 51° 55' 6" NB, 5° 44' 9" OL   | 523918 | De Eshof                           |

## Heteren
De plaats Heteren telt 9 inschrijvingen in het rijksmonumentenregister. Zie Lijst van rijksmonumenten in Heteren voor een overzicht.

## Homoet
De plaats Homoet telt 1 inschrijving in het rijksmonumentenregister.
| Object                             | Oorspronkelijke functie? | Bouwjaar                                      | Architect | Locatie | Coördinaten?                 | Nr.?  | Afbeelding  |
| ---------------------------------- | ------------------------ | --------------------------------------------- | --------- | ------- | ---------------------------- | ----- | ----------- |
| Terrein waarin sporen van bewoning | Archeologisch monument   | IJzertijd, Romeinse Tijd en Late Middeleeuwen |           |         | 51° 56' 7" NB, 5° 47' 32" OL | 47088 | Upload foto |

## Loenen
De plaats Loenen telt 1 inschrijving in het rijksmonumentenregister.
| Object                              | Oorspronkelijke functie? | Bouwjaar  | Architect | Locatie                   | Coördinaten?                  | Nr.?   | Afbeelding                          |
| ----------------------------------- | ------------------------ | --------- | --------- | ------------------------- | ----------------------------- | ------ | ----------------------------------- |
| Grenspaal tussen Loenen en Wolferen | Grensafbakening          | 1850-1900 |           | oostelijk van viaduct A50 | 51° 53' 21" NB, 5° 44' 27" OL | 523893 | Grenspaal tussen Loenen en Wolferen |

## Oosterhout
De plaats Oosterhout telt 6 inschrijvingen in het rijksmonumentenregister.
| Object                 | Oorspronkelijke functie?  | Bouwjaar        | Architect | Locatie             | Coördinaten?                  | Nr.?   | Afbeelding        |
| ---------------------- | ------------------------- | --------------- | --------- | ------------------- | ----------------------------- | ------ | ----------------- |
| Gepleisterde boerderij | Boerderij                 | midden 19e eeuw |           | Dorpsstraat 19      | 51° 52' 40" NB, 5° 49' 29" OL | 36756  | Meer afbeeldingen |
| Grenspaal              | Grensafbakening           | 1850-1900       |           | dijktalud landzijde | 51° 52' 42" NB, 5° 47' 59" OL | 523895 | Grenspaal         |
| Sint-Leonarduskerk     | Kerk en kerkonderdeel     | 1932-1935       |           | Dorpsstraat 14      | 51° 52' 39" NB, 5° 49' 32" OL | 523906 | Meer afbeeldingen |
| Pastorie               | Kerkelijke dienstwoning   | 1932            |           | Dorpsstraat 16      | 51° 52' 39" NB, 5° 49' 32" OL | 523907 | Meer afbeeldingen |
| Heilig Hartbeeld       | Begraafplaats en -onderdl | 1855            |           | Dorpsstraat bij 14  | 51° 52' 38" NB, 5° 49' 34" OL | 523908 | Meer afbeeldingen |
| Heureka                | Woonhuis                  | 1920            |           | Dorpsstraat 42      | 51° 52' 47" NB, 5° 49' 38" OL | 523919 | Meer afbeeldingen |

## Randwijk
De plaats Randwijk telt 2 inschrijvingen in het rijksmonumentenregister.
| Object | Oorspronkelijke functie? | Bouwjaar             | Architect | Locatie      | Coördinaten?                  | Nr.?  | Afbeelding        |
| --- | ------------------------ | -------------------- | --------- | ------------ | ----------------------------- | ----- | ----------------- |
| Hofstede Het Klaphek. Boerderij van het Betuwse T-huistype. Het zeven vensterassen brede, onderkelderde woongedeelte heeft een rieten schilddak en vensters met zesruitsramen en luiken. Gaaf bewaarde deel. Rechts een stenen schuur onder rieten wolfdak | Boerderij                | 1807 (jaartalankers) |           | Bredeweg 69  | 51° 56' 55" NB, 5° 42' 57" OL | 21984 | Meer afbeeldingen |
| Hervormde Kerk. Eenbeukig, driezijdig gesloten koor der laat-gotische dorpskerk, waarvan het in 1944 zwaar beschadigde schip nadien in quasi-gotische vormen werd herbouwd                                                                                 | Kerk en kerkonderdeel    | 15e eeuw / 1953      |           | Kerkstraat 1 | 51° 57' 16" NB, 5° 42' 37" OL | 21985 | Meer afbeeldingen |

## Slijk-Ewijk
De plaats Slijk-Ewijk telt 15 inschrijvingen in het rijksmonumentenregister. Zie Lijst van rijksmonumenten in Slijk-Ewijk voor een overzicht.

## Valburg
De plaats Valburg telt 17 inschrijvingen in het rijksmonumentenregister. Zie Lijst van rijksmonumenten in Valburg voor een overzicht.

## Zetten
De plaats Zetten telt 9 inschrijvingen in het rijksmonumentenregister. Zie Lijst van rijksmonumenten in Zetten voor een overzicht.
Aalten ·
Apeldoorn ·
Arnhem ·
Barneveld ·
Berg en Dal ·
Berkelland ·
Beuningen ·
Bronckhorst ·
Brummen ·
Buren ·
Culemborg ·
Doesburg ·
Doetinchem ·
Druten ·
Duiven ·
Ede ·
Elburg ·
Epe ·
Ermelo ·
Harderwijk ·
Hattem ·
Heerde ·
Heumen ·
Lingewaard ·
Lochem ·
Maasdriel ·
Montferland ·
Neder-Betuwe ·
Nijkerk ·
Nijmegen ·
Nunspeet ·
Oldebroek ·
Oost Gelre ·
Oude IJsselstreek ·
Overbetuwe ·
Putten ·
Renkum ·
Rheden ·
Rozendaal ·
Scherpenzeel ·
Tiel ·
Voorst ·
Wageningen ·
West Betuwe ·
West Maas en Waal ·
Westervoort ·
Wijchen ·
Winterswijk ·
Zaltbommel ·
Zevenaar ·
Zutphen